# Roman Dostál
Roman Dostálⓘ (* 13. Juli 1970 in Ústí nad Orlicí, Tschechoslowakei) ist ein ehemaliger tschechischer Biathlet.

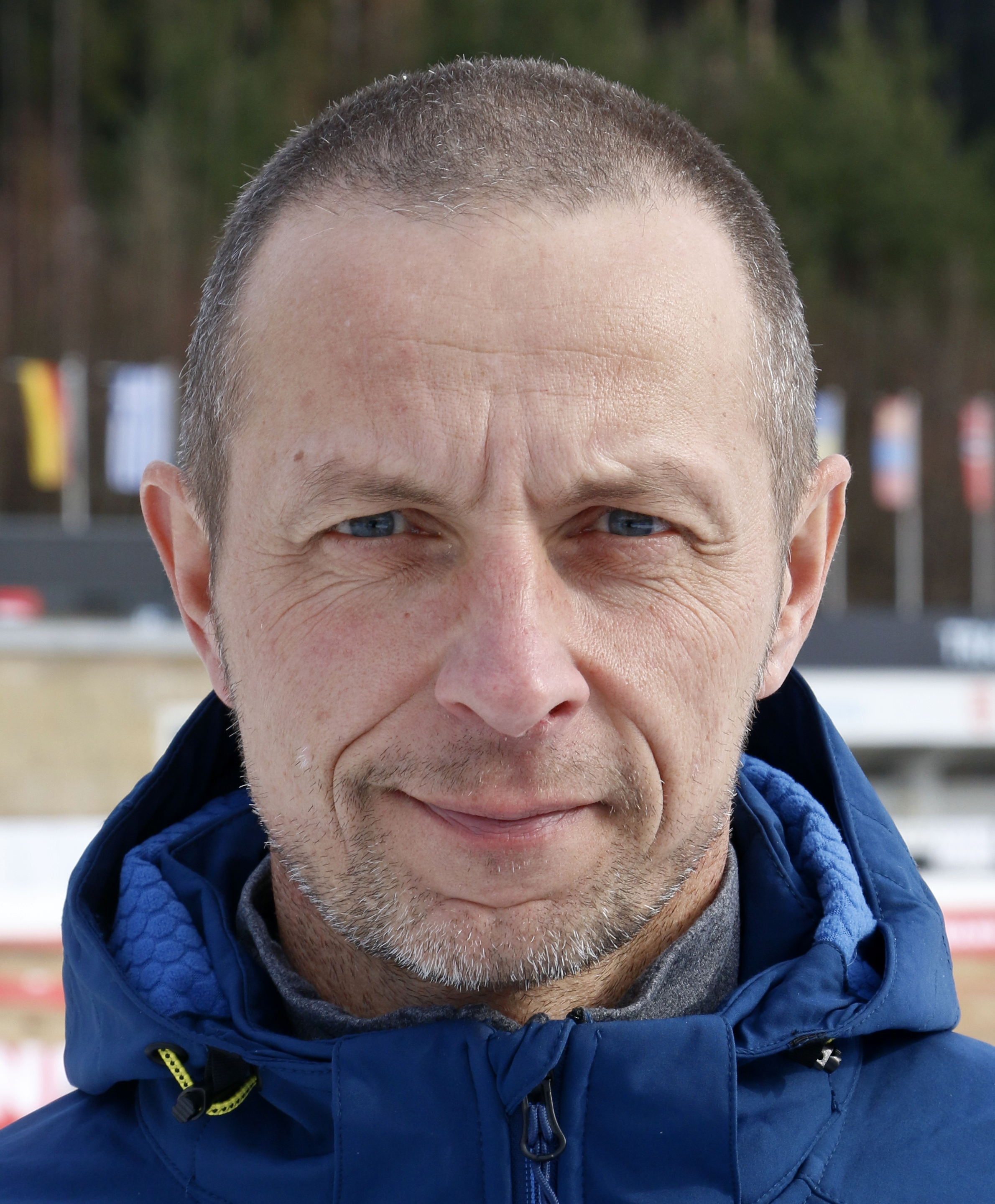
Roman Dostál (2024)

Dostál war seit dem Jahr 1994 regelmäßig im Biathlon-Weltcup vertreten. Nach einem 9. Platz im Sprint von Bad Gastein in der Saison 1994/95 musste er über fünf Jahre auf ein ähnliches Resultat warten. Dostáls WM-Rennen verliefen ebenfalls wenig erfolgreich, bei sechs WM-Teilnahmen zwischen 1995 und 2001 erreichte er nie einen Platz unter den besten 20 Athleten. Bei den Weltmeisterschaften 2003 gelang ihm mit dem 5. Platz im Massenstart, der fünften Top-10-Platzierung seiner Karriere, seine bis zu diesem Zeitpunkt beste Platzierung überhaupt. Völlig überraschend gewann Roman Dostál bei den Weltmeisterschaften 2005 in Hochfilzen Gold im Einzelrennen über 20 km, als er sich mit nur einem Schießfehler und der siebtbesten Laufzeit vor den drei deutschen Athleten Michael Greis, Ricco Groß und Sven Fischer behaupten konnte.
In der darauffolgenden Saison 2005/06 gelangen Dostál fünf Platzierungen unter den besten Zehn, davon mit dem zweiten Platz beim saisonabschließenden Massenstart in Oslo der zweite Podestplatz seiner Karriere. Am Ende der Saison erreichte er mit dem 23. Platz im Gesamtweltcup sein bestes Resultat.
Roman Dostál nahm 2002, 2006 und 2010 an Olympischen Winterspielen teil. Seine beste Platzierung gelang ihm 2006 im Massenstart als 23. Daneben belegte er mit der tschechischen Staffel jeweils Top-Ten-Ränge.

## Platzierungen im Biathlon-Weltcup
Die Tabelle zeigt alle Platzierungen (je nach Austragungsjahr einschließlich Olympische Spiele und Weltmeisterschaften).
- 1.–3. Platz: Anzahl der Podiumsplatzierungen
- Top 10: Anzahl der Platzierungen unter den ersten zehn (einschließlich Podium)
- Punkteränge: Anzahl der Platzierungen innerhalb der Punkteränge (einschließlich Podium und Top 10)
- Starts: Anzahl gelaufener Rennen in der jeweiligen Disziplin
- Staffel: inklusive Mixed-Staffel

| Platzierung | Einzel | Sprint | Verfolgung | Massenstart | Team | Staffel | Gesamt |
| ----------- | ------ | ------ | ---------- | ----------- | ---- | ------- | ------ |
| 1. Platz    | 1      |        |            |             |      |         | 1      |
| 2. Platz    |        |        |            | 1           |      | 1       | 2      |
| 3. Platz    |        |        |            |             |      | 1       | 1      |
| Top 10      | 3      | 5      | 1          | 3           | 2    | 32      | 46     |
| Punkteränge | 19     | 31     | 23         | 8           | 2    | 49      | 132    |
| Starts      | 59     | 124    | 61         | 8           | 2    | 49      | 303    |